# قضیه راسر
قضیهٔ راسر قضیه‌ای است در نظریهٔ اعداد که جان بارکلی راسر در سال ۱۹۳۹ منتشر کرده است.
فرض کنیم {\displaystyle p_{n}} جملهٔ {\displaystyle n}اُم در دنبالهٔ اعداد اول باشد. در این صورت از قضیه اعداد اول یک تحلیل مجانبی برای {\displaystyle p_{n}} نتیجه می‌شود: {\displaystyle p_{n}\sim n\cdot \ln n}. قضیهٔ راسر دربارهٔ رابطهٔ بینِ {\displaystyle p_{n}} و {\displaystyle n} اطلاع بیشتری به دست می‌دهد: مطابقِ این قضیه، همواره {\displaystyle p_{n}>n\cdot \ln n}.